# Martins (sobrenome)

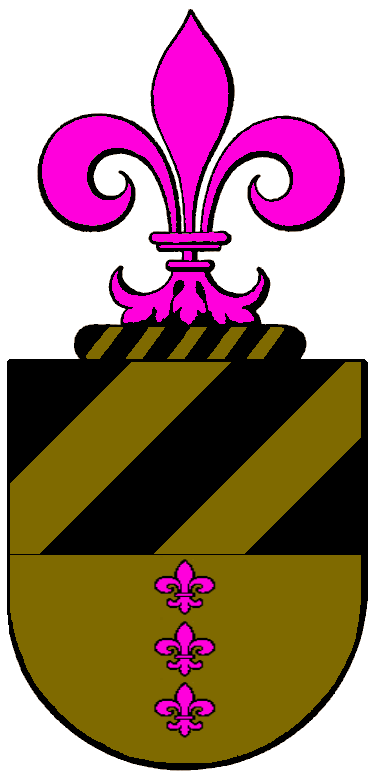
Brasão concedido por Catarina de Áustria a Diogo Martines em 1560.

Martins é um sobrenome (Apelido de família) em países com legado latino e romano como Espanha e Portugal e em suas antigas colônias. Considerado como patronímico de Martim ou Martinho, variantes gráficas como: Martínez, Martini, Martinelli e Martinizi embora mais raros também são encontrados. 

## Brasão
A rainha-regente Catarina de Áustria, durante a menoridade de D. Sebastião de Portugal, concedeu armas a Diogo Martines no ano de 1560. As armas são: Cortado, o primeiro de negro com duas barras de ouro transversais; o segundo de ouro, com três flores de lis púrpuras em pala. O timbre é uma flores de lis púrpura.
Há outros brasões designados a Martins.

## Principais variações
- Martínez.
- Martines.
- Martinho.
- Martim.